# Condado de Mahoning
El condado de Mahoning es uno de los 88 condados del Estado estadounidense de Ohio. La sede del condado y su mayor ciudad es Youngstown. El condado posee un área de 1.097 km² (los cuales 21 km² están cubiertos por agua), la población de 257.555 habitantes, y la densidad de población es de 239 hab/km² (según censo nacional de 2000). Este condado fue fundado en 1812.